# Pennerton West
Pour les articles homonymes, voir West.
Pennerton West, née le 11 avril 1913 et morte le 29 juin 1965, est une peintre, graveuse et sculptrice américaine.

## Biographie
Pennerton West naît le 11 avril 1913 à New York. West descend du peintre américain de paysages historiques Benjamin West. Elle est mariée à John Herma.
Elle étudie à la Art Student's League et à la Cooper Union à New York. Elle étudie également avec les artistes Hans Hoffman, Stanley William Hayter et Ibram Lassaw. Elle est affiliée à l'Atelier 17 à Paris, un atelier avant-gardiste fondé par Hayter en 1927.
Active et vivant à New York, elle est connue pour son abstraction ; peintre, sculptrice et graveuse. 
Elle cesse de peindre en 1955.
Pennerton West meurt le 29 juin 1965 à Shrub Oak, New York.

## Sélection d'œuvres
- Vase de fleurs (1945/1965)[9].
- Sur une telle nuit (1946)[10].
- Nu féminin debout (nd )[11].
- Sans titre (nd )[12]
- Femme accroupie (nd )[13].

## Sélection d'expositions

### Expositions de groupe
- Atelier 17, Grace Borgenicht Gallery, New York, NY, 24 septembre-14 octobre 1951[14],[15].
- Neuf femmes peintres, Bennington College Gallery, Bennington, VT, 20 mars-2 avril 1953[16].

### Expositions individuelles
- Norlyst Gallery, New York, NY, octobre 1947[17].
- Tibor de Nagy Gallery (en), New York, NY, septembre 1951[18].
- Tibor de Nagy Gallery, New York, NY, janvier 1953[19],[8].
- Galerie Condon Riley, New York, NY, novembre 1958[20].
- Galerie Willard-Lucien, New York, NY, 19 avril-7 mai 1960[21].